# Quận Yuma, Colorado
Quận Yuma là quận có diện tích lớn thứ 14 trong số 64 quận của tiểu bang Colorado của Hoa Kỳ. Dân số của quận đạt mức 9841 theo cuộc điều tra dân số Hoa Kỳ năm 2000 2. Quận lỵ là Wray6.

## Địa lý
Theo Cục điều tra dân số Hoa Kỳ, quận có tổng diện tích là 2.369 dặm vuông (6.136 km ²), trong đó, 2.366 dặm vuông (6.127 km ²) là mặt đất và 3 dặm vuông (9 km ²) là mặt nước. Tổng diện tích là 0,14% diện tích mặt nước.
Các điểm mà dòng sông Arikaree trong Yuma County và thành Cheyenne County, Kansas là điểm thấp nhất ở tiểu bang Colorado ở 1.010 mét (3.315 feet) độ cao. Điểm này qua tổ chức phân biệt được các cao điểm thấp bang của Hoa Kỳ.

## Các quận lân cận
- Quận Phillips - phía bắc
- Quận Chase - đông bắc
- Quận Chyenne - phía đông
- Quận Dundy - phía đông
- Quận Kit Carson - phía nam
- Quận Washington - phía tây
- Quận Logan - phía tây bắc

## Nhân khẩu
Theo điều tra dân số 2 năm 2000, quận này có dân số 9.841 người, 3.800 hộ, và 2.644 gia đình sống trong quận hạt. Mật độ dân số là 4 người trên một dặm vuông (2/km ²). Có 4.295 đơn vị nhà ở với mật độ trung bình 2 trên một dặm vuông (1/km ²). Về thành phần chủng tộc của dân cư sinh sống ở quận, có 94,17% người da trắng, 0,11% da đen hay Mỹ gốc Phi, 0,28% người Mỹ bản xứ, 0,07% châu Á, Thái Bình Dương 0,02%, 4,14% từ các chủng tộc khác, và 1,21% từ hai hoặc nhiều chủng tộc. 12,88% dân số là người Hispanic hay Latino thuộc một chủng tộc nào.
Có 3.800 hộ, trong đó 33,30% có trẻ em dưới 18 tuổi sống chung với họ, 59,60% là đôi vợ chồng sống với nhau, 6,80% có một chủ hộ nữ và không có chồng, và 30,40% là các gia đình không. 27,40% hộ gia đình đã được tạo ra từ các cá nhân và 13,30% có người sống một mình 65 tuổi hoặc lớn tuổi hơn là người. Cỡ hộ trung bình là 2,55 và cỡ gia đình trung bình là 3.13.
Cơ cấu độ tuổi của dân cư sinh sống trong quận này gồm có 28,30% dưới độ tuổi 18, 7,10% 18-24, 26,00% 25-44, 22,30% từ 45 đến 64, và 16,30% từ 65 tuổi trở lên người. Độ tuổi trung bình là 37 năm. Đối với mỗi 100 nữ có 96,80 nam giới. Đối với mỗi 100 nữ 18 tuổi trở lên, đã có 94,90 nam giới.
Thu nhập trung bình cho một hộ gia đình trong quận này đạt mức USD 33.169, và thu nhập trung bình cho một gia đình là USD 39.814. Phái nam có thu nhập trung bình USD 26.124 so với 18.578 USD đối với nữ giới. Thu nhập bình quân đầu người của quận là 16.005 USD. Có 8,80% gia đình và 12,90% dân số sống dưới mức nghèo khổ, bao gồm 15,50% những người dưới 18 tuổi và 10,70% của những người 65 tuổi hoặc hơn.